# Huayna Picchu
Huayna Picchu (« jeune montagne ») est une montagne du Pérou, notable pour sa proximité avec Machu Picchu.

## Géographie
Le Huayna Picchu se situe au Pérou dans le versant oriental de la cordillère des Andes. Il se trouve sur le même promontoire que le Machu Picchu. Situé à quelques centaines de mètres au nord de l'ancienne cité inca, son sommet culmine à 2 720 m d'altitude, dominant d'environ 360 mètres le site historique de l'ancien site inca.

## Tourisme
Afin de préserver l'intégrité du site, les autorités péruviennes en ont limité l'accès à deux groupes de deux cents personnes par jour.
L'accès se fait à flanc de montagne sans garde-fou, les marches d'une largeur d'un à deux mètres sont entourées d'un à-pic et du flanc de la montagne. Des personnes sujettes au vertige ou à la peur du vide font régulièrement des malaises sur cette piste.